# NGC 4373
NGC 4373 este o galaxie lenticulară situată în constelația Centaurul. A fost descoperită în 8 iunie 1834 de către John Herschel. Se află la o distanță de 44,26 de megaparseci de Pământ.